# Elías Nandino

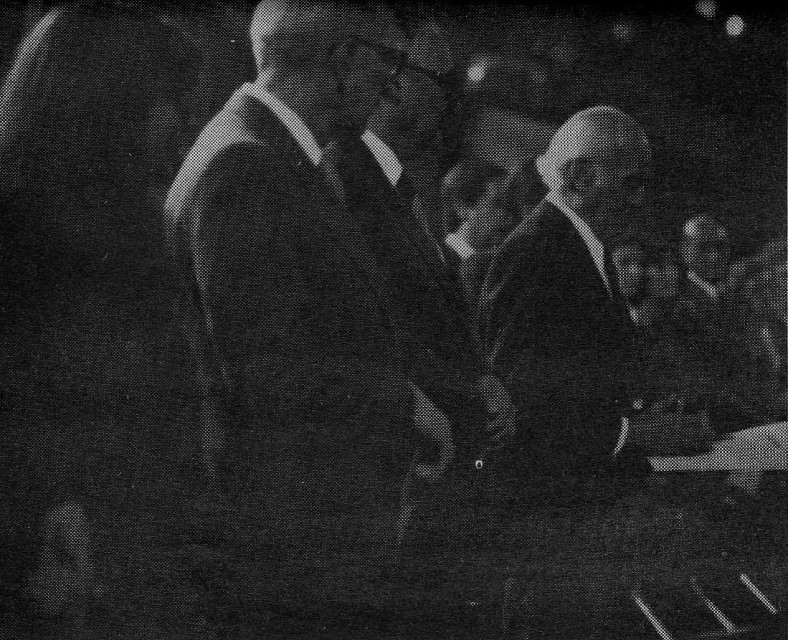
Nandino recibe el Premio Nacional

Elías Nandino Vallarta (Cocula, Jalisco; 19 de abril de 1900 - Guadalajara, Jalisco; 2 de octubre de 1993) fue un destacado poeta mexicano.

## Biografía

### Comienzos
La medicina y la poesía jugaron un fuerte papel en su vida desde sus inicios. En Guadalajara, al terminar la preparatoria, estudió el primer año de la carrera de medicina y se trasladó a la capital del país donde se graduó en 1930 de la Escuela de Medicina de la Universidad Autónoma de México. Siendo cirujano de profesión fue jefe de este servicio en el Hospital Juárez entre otras clínicas privadas y públicas, y algunas penitenciarías.
Con 22 años, Nandino junto con su amigo Roberto Rivera , desde Guadalajara publicaron la revista Allis Vivere la cual tuvo una buena recepción estudiantil y por la que otro condiscípulo, Delfino Ramírez, les propuso presentarlos con Salvador Novo y Xavier Villaurrutia, con este último desarrolló una estrecha amistad. Wolfgang Vogt Ekkernkamp menciona que " inicia su carrera de poeta en una época en que el modernismo estaba en auge en Guadalajara, pero al llegar a la ciudad de México se da cuenta de que es una corriente que se extingue". Nandino tiene contacto con Los Estridentistas (Estridentismo) y después conoce al grupo de los Contemporáneos, una serie de poetas mexicanos que querían recuperar el carácter universal de la rima y en esa época eran considerados los iluminados de la cultura nacional. Fueron llamados así por una revista que editaron. Posterior a estos eventos es cuando comienza a escribir, ofreciendo al público una serie de escritos que se enmarcan dentro de una primera etapa en la que la influencia de este grupo, especialmente de Xavier Villaurrutia y José Gorostiza, es más que clara.

Los temas de esta primera etapa son ciertamente oscuros. Aborda temas como el sueño, la noche, la duda y la muerte, inspirados en las noches de guardia que tenía que cumplir en el Hospital Juárez, a las cuales acudía Villaurrutia para compartir lecturas propias y de otros autores.
Creo que en mi vida logré hacer una simbiosis entre la medicina y la poesía, es decir, entre el dolor y la muerte, entre el amor y el misterio, sin saber cómo se hicieron inseparables los libros de poemas, novelas y los de anatomía, fisiología y terapéutica. Es curioso, pero me siento más poeta que médico; sin embargo, se da un idilio entre ambas actividades como entre el vaso limpio y el agua limpia, pues no se sabe cuál es el vaso y cuál es el agua.
A finales de los años 1930 publica una colección de cuadernos, llamada México Nuevo, en la que da cobertura y apoyo a poetas que, prácticamente como él, están empezando.

### Época de madurez
En los años 1950 la influencia anteriormente citada queda atrás para adoptar un estilo mucho más personal. Aunque sigue tratando temas como la muerte o la noche, la madurez es clara y su obra pasa a ser mucho más sencilla y profunda; le interesa lo humano, donde se apega al tono menor. Su poesía representa emociones, estados del ser. El cuerpo tiene una conexión con la naturaleza. A partir de esta evolución, comienza a dar pistas sobre lo que sería su siguiente paso. 
Desde la mitad de la década de 1950 dirige la revista Estaciones. Revista Literaria de México una de las más prestigiosas de América del Sur dedicadas a la literatura. Esta publicación tiene una editorial homónima, que también dirige, y que sirve para mostrar al mundo poetas mexicanos que se iban haciendo grandes a marchas forzadas.
A comienzos de los años 1960 se hace director de los Cuadernos de Bellas Artes donde de igual modo intenta dar un espacio a las nuevas voces mexicanas. A pesar de que es la etapa en la que más actividades paralelas a la escritura realiza, no deja esta de lado: "Nocturna palabra" o "Eternidad del polvo" dan muestra de ello. 

### Última etapa
Ésta está marcada por un cambio radical en los temas de su obra, ya que son una mezcla entre erotismo y metafísica, siempre con un tono más que irreverente. Incluso sus contemporáneos le tacharon de irrespetuoso, aunque siempre dejando claro lo depurado y magnífico de todas y cada una de sus composiciones. Miembros del grupo de los Contemporáneos lo habían definido como el valiente al que, en sus poemas, poco le importaba explorar lo no explorado hasta entonces. Vicente Quirarte señaló:
En un grupo donde Gilberto Owen fue la conciencia teológica, Villaurrutia la conciencia poética y Cuesta la conciencia crítica, Elías Nandino es la conciencia corporal, aquella que no ha dejado de hundir su bisturí en las profundidades de la carne, en busca de las causas últimas de sus deleites y sufrimientos. Su exploración de la anatomía es semejante a los viajes interiores de Gorostiza y Owen a partir de la imagen del agua [...] Es sumamente revelador que Nandino y Carlos Pellicer Cámara, los poetas que la crítica ha "negado" la calidad de Contemporáneos, son los autores de una poesía donde el erotismo se manifiesta abiertamente y sin sentimiento de culpa.
En los últimos años de su vida recibió numerosos reconocimientos, tanto por su trayectoria como poeta como por su labor fomentando las letras en México. Así, en 1979 recibe el Premio Nacional de Poesía Aguascalientes . Premio Jalisco en 1981, en 1982 recibe el Premio Nacional de Literatura, Y la medalla José Clemente Orozco en 1989. Elías Nandino muere el 2 de octubre de 1993 en Guadalajara (Jalisco)

El poeta José Tlatelpas, amigo de Nandino escribió que: 
"Nandino, pues, tiene el don del viento. De estar donde no se piensa, pensar donde no se siente. Su poesía es traviesa, fina, humana. Es un grito casi acantilado sobre el terror de la muerte de los cuerpos y la muerte del orgasmo." 
Debido a su aportación a la poesía y su constante deseo de impulsar el trabajo de los jóvenes, el Instituto Nacional de Bellas Artes (INBA) llevó a la creación en 1975 el Premio Nacional de Poesía Joven Elías Nandino que se organiza anualmente. A partir de 1996, Conaculta a través del Programa Cultural Tierra Adenro y la Dirección de Literatura de la Secretaría de Cultura del gobierno de Jalisco convoca el Premio pues en el 2000 se celebró el centenario de su natalicio.

## Publicaciones
- Espiral, 1928
- Décimas a mi muerte, 1930
- Color de Ausencia, 1932
- Eco, 1934
- Río de sombra, 1935
- Sonetos, 1937
- Poemas árboles, 1938
- Nuevos sonetos, 1939
- Nudo de sombras, 1947
- Espejo de mi muerte, 1945
- Poesía I, 1947
- Poesía II, 1949 (incluye los inéditos Prismas de sangre, 1945; Líneas de poesía, 1946; Conversación con el mar, 1947;  Flor nocturna, 1948 y Cantos, 1948).
- Naufragio de la duda, 1950
- Triángulo de silencios, 1953
- Nocturna suma, 1955
- Nocturno amor, 1958
- Nocturno día, 1959
- Nocturna palabra 1960
- Eternidad del polvo, 1970
- Cerca de lo lejos, 1979
- Costumbre de morir a diario, 1982
- Erotismo al rojo blanco 1983
- Todos mis nocturnos, 1988
- Ciclos terrenales, 1989.
- El Coronelito, 1991 (cuentos).
- Banquete íntimo, 1993 (editado de manera póstuma).
- Juntando mis pasos, 2000 (autobiografía)
- Selected Poems, in Spanish and English 2010 Translated and with an introduction by DON CELLINI Autorizado por Casa de la Cultura Eliás Nandino. (Una selección de Poemas de sus obras con traducción al inglés, autorizada)

### Sobre el autor
- Una vida novelada - Enrique Aguilar, 1986 (Biografía desautorizada)
- Elías Nandino: poeta de la vida, poeta de la muerte - Marco Saavedra, 1997 (Ensayo biográfico)